# Elke Gebhardt
Elke Gebhardt (Friburg de Brisgòvia, Baden-Württemberg, 24 de febrer de 1972) és una ciclista alemanya que fou professional del 2007 al 2014. Va combinar la carretera amb el ciclisme en pista.

## Palmarès en pista
- 2005
  -  Campiona d'Alemanya en Puntuació
- 2009
  -  Campiona d'Alemanya en Puntuació

### Resultats a laCopa del Món
- 2007-2008
  - 1a a Copenhaguen, en Persecució per equips

## Palmarès en ruta
- 2010
  - Vencedora d'una etapa a l'Albstadt-Frauen-Etappenrennen
- 2013
  - Vencedora d'una etapa al Holland Ladies Tour
- 2014
  - 1a al Tour de Berna
  - 1a al Gran Premi Cham-Hagendorn
  - Vencedora d'una etapa a la Volta a Turíngia